# Thecocarcelia aureipollinosa
Thecocarcelia aureipollinosa är en tvåvingeart som beskrevs av Chao och Zhou 1992. Thecocarcelia aureipollinosa ingår i släktet Thecocarcelia och familjen parasitflugor.
Artens utbredningsområde är Hunan (Kina). Inga underarter finns listade i Catalogue of Life.